# Liste des membres du parti des Armagnacs
Liste des membres qui adhérèrent au parti des Armagnacs lors de la guerre civile entre Armagnacs et Bourguignons :
- Louis Ier d'Orléans
- Valentine Visconti
- Charles Ier d'Orléans
- Philippe d'Orléans (1396-1420)
- Jean Ier de Bourbon.
- Louis II de Bourbon.
- Charles d'Orléans (1394-1465) par son mariage avec Bonne d'Armagnac entra dans ce parti.
- Jean V de Bretagne.Charles d'Orléans (1394-1465)
- Bernard VII d'Armagnac.
- Jean III d'Armagnac
- Jean d'Angoulême.
- Charles II d'Albret.
- Jean de Berry.
- Jean V de Bretagne.
- Jean Ier d'Alençon.
- Jean de Vailly.
- Tanneguy III du Chastel.
- Archambaud de Foix, comte de Navailles.
- Robert de Lairé
- Guillaume II de Narbonne.
- Louis Ier de Bourbon-Vendôme
- Arnault Guilhem de Barbazan
- Pierre de Bréban
- Jean de Norry
- Jean de Montaigu
- Guillaume Cousinot de Montreuil
- Guillaume Cousinot le Chancelier
- Hugues de Noé
- Robert Ier, duc de Bar
- Pierre de Brabant
- Olivier V de Clisson

## Sources
- Charles VI le roi fou de Françoise Autrand